# 谷祖纲
谷祖纲（Gu Zugang）（1936年8月14日－2012年6月1日），中國古生物学家，兰州大学教授。1960年北京大学地质系古生物地层专业毕业。1980年赴日本横滨国立大学研究古脊椎动物学。1982年回国。生前从事古生物地层专业的教学与科研。开展河西走廊、临夏盆地、青海东部等地的新生代地层与古生物研究。曾任兰州大学地质系主任、中国地质学会理事、甘肃地质学会常务理事。